# Zé Renato
José Renato Botelho Moschkovich, mais conhecido como Zé Renato (Vitória, 1 de abril de 1956), é um cantor, violonista e compositor brasileiro.

## Biografia
Nascido em Vitória/ES, desde cedo adotou o Rio de Janeiro como sua cidade, o que acabou por refletir diretamente na sua música. Com mais de 40 anos de carreira, iniciou sua trajetória com o Grupo Cantares, ao lado de Juca Filho e Marcos Ariel, fundando, na sequência, o quarteto vocal e instrumental Boca Livre em 1978, com o qual ganhou projeção nacional e gravou diversos discos.
Construiu sua carreira solo paralelamente ao seu trabalho com o Boca Livre, participando individualmente de vários projetos musicais. Primando pela sofisticação de produção e repertório, consolidou-se no primeiro time de intérpretes brasileiros. Algumas de suas canções foram gravadas por artistas como Jon Anderson (da banda Yes), Milton Nascimento, Joyce Moreno, Zizi Possi, Leila Pinheiro, Lulu Santos, Nana Caymmi, Otto e MPB-4, além do próprio Boca Livre, entre outros.
Participou da trilha sonora de "O tempo e o vento", minissérie transmitida pela TV Globo, gravando as músicas "Rodrigo, meu capitão" e "Dona Bibiana" a convite do maestro Antonio Carlos Jobim. Formação em 1986 da Banda Zil, junto a Cláudio Nucci, Ricardo Silveira, Marcos Ariel, Zé Nogueira, Jurim Moreira e João Batista, com a qual lançou, no Brasil e no exterior, o disco "Zil". Participação na banda do guitarrista americano Al di Meola, com a gravação do LP "Tiramisu" e turnês pelos Estados Unidos e Europa.
Com discos dedicados à obras de Silvio Caldas (“Arranha-Céu”), Zé Keti (“Natural do Rio de Janeiro”) e Chico Buarque/Noel Rosa (“Filosofia”), garantiu seu lugar como um dos maiores intérpretes da música brasileira. Em 1998, realização de turnê de lançamento do CD "Boca Livre convida", apresentando-se em diversas capitais brasileiras e no Summerstage Festival de Nova York (EUA). Em 2003, idealização e produção do cd "Samba pras crianças", que recebeu o Prêmio TIM 2004 de Melhor Disco Infantil. Em 2004, prêmio Rival BR de Música na categoria de Melhor Cantor com o seu disco solo "Minha Praia". Em 2006, idealização e produção do CD "Forró pras crianças", que recebeu o Premio Tim 2007 de melhor cd infantil e foi indicado ao Grammy Latino de 2007 na categoria Melhor Álbum Infantil.
Vencedor do Prêmio da Música Brasileira 2014 na categoria Melhor Grupo de MPB com o disco "ZR Trio", formado por Zé Renato, Tutty Moreno e Rômulo Gomes. Lançou em 2018 o álbum "Bebedouro", com novas composições ao lado de Moacyr Luz, Paulo Cesar Pinheiro, Joyce Moreno, Capinan, Nei Lopes, Moraes Moreira e João Cavalcanti, contando, no disco, com participações especiais de Dori Caymmi, Moraes Moreira, Celso Fonseca, Dadi Carvalho e Vinícius Cantuária.

## Discografia
- 1983 - Fonte da Vida
- 1984 - Luz e mistério
- 1988 - Pegadas
- 1989 - Arranha Céu - Sobre as músicas e interpretações de Sílvio Caldas
- 1995 - Natural do Rio de Janeiro - Sobre os sambas de Zé Keti
- 1998 - Silvio Caldas 90 anos-Zé Renato e Orquestra
- 1999 - Cabô
- 2001 - Filosofia
- 2002 - Memorial - com Wagner Tiso
- 2003 - Minha Praia
- 2006 - Zé Renato - Ao vivo (DVD)
- 2008 - É tempo de amar
- 2010 - Zé Renato - Ao vivo (CD)
- 2011 - Papo de Passarim (com Renato Braz) (CD)
- 2011 - Breves Minutos
- 2014 - O Vento da Madrugada Soprou (com Tutty Moreno e Rômulo Gomes) (CD)
- 2016 - Anos 80 (Box com 04 CDs)
- 2018 - Bebedouro (CD)